# 撒羅默

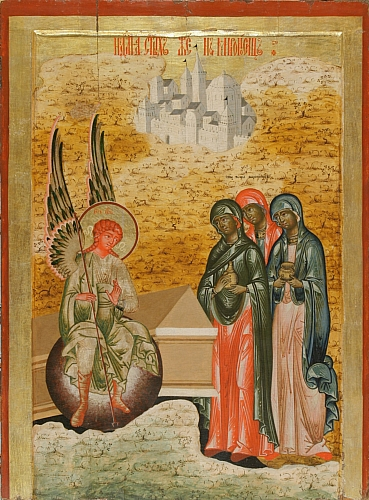
兩個馬利亞以及撒羅默在圣墓教堂的東正教會圖示, (基日島,18世紀).

撒羅默（希伯來語：שלומית，Shelomit），又譯為撒羅米、莎樂美，耶穌的女性門徒之一，在四福音書中只有提到她的名字，在經外書中有較詳細的描寫。天主教傳統上稱她為馬利亞·撒羅默，認為她與聖母瑪利亞同名，為三瑪利亞之一。撒羅默是聖亞納的女兒，也就是聖母瑪利亞的同母異父的姊妹。

## 新約記載
在《馬可福音》15:40提到，她是耶穌死亡時，在現場見證的門徒之一。